# Kudrjawy
Der Kudrjawy (russisch Кудрявый, japanisch 硫黄岳, Iō-dake), im Global Volcanism Program der Smithsonian Institution auch unter der Bezeichnung Moyorodake geführt, ist ein Schichtvulkan (Stratovulkan) auf der Kurileninsel Iturup, die am pazifischen Feuergürtel liegt. Er gehört zum Medweschja-Vulkankomplex, der sich am Nordende von Iturup befindet. Der Vulkan gilt weltweit aufgrund seiner stark Rhenium- und Indiumhaltigen Fumarolen als einzigartig.

## Geologie

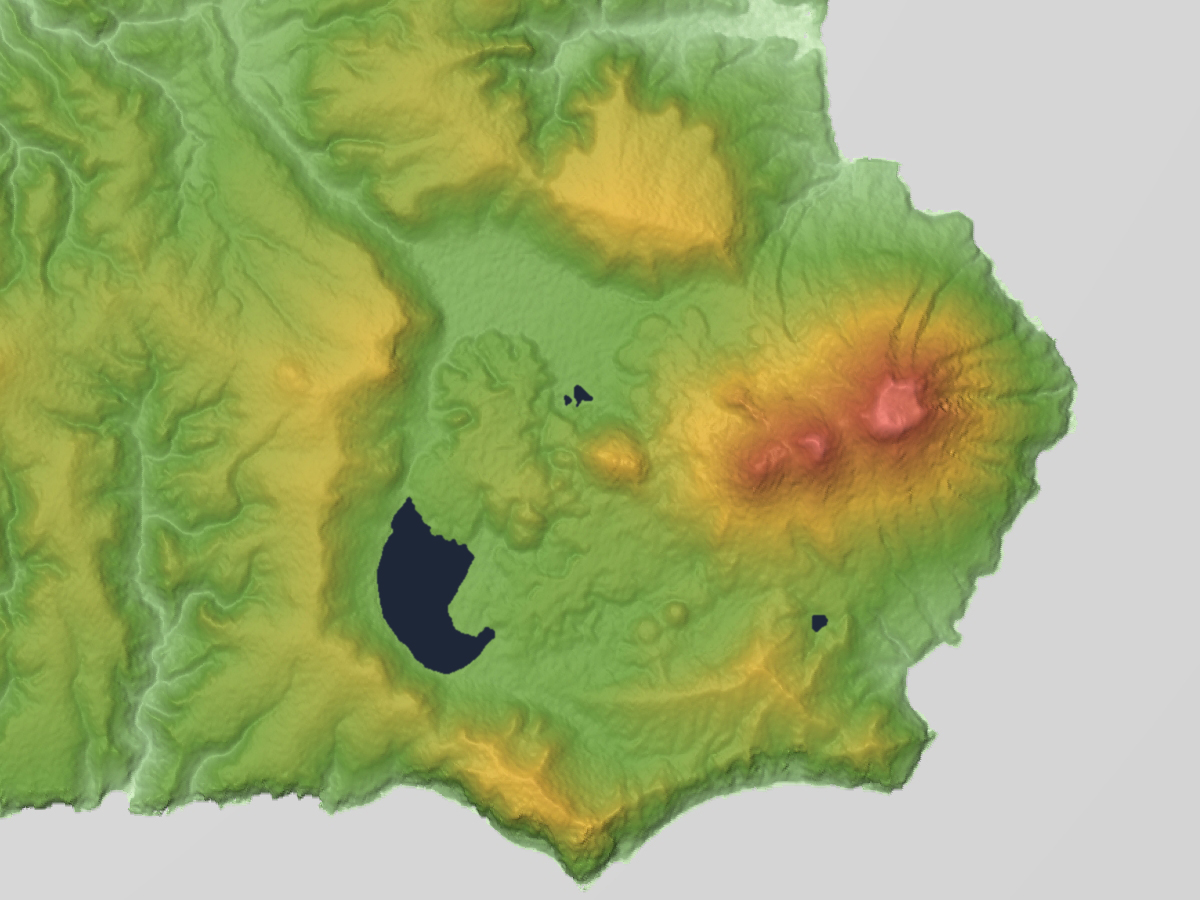
Reliefkarte der Medweschje Caldera und des Kudrjawy

Der gesamte Vulkankomplex Moyorodake (auch Medvezhia) befindet sich am nordöstlichen Ende der Insel Iturup und bildete sich während des Pleistozäns. Er besteht aus zwei sich überlappenden Calderen mit den Durchmessern 14 × 18 und 1 × 12 km. Der Boden der Caldera besteht aus mehreren Lavadomen, Aschekegeln und den zugehörigen Lavafeldern sowie einem kleinen See. Entlang einer Ost-West-Linie auf der östlichen Seite des Komplexes entwickelten sich mit Kudrjawy, Medweschje (auch Medveschje), Srednij und Tukap vier kleine, eng benachbarte Stratovulkane.
Der Vulkankegel des Kudrjawy liegt innerhalb des Kraters vom Medweschje. Am Fuß des Vulkans befinden sich warme Quellen und Seen mit einer durchschnittlichen Temperatur zwischen 35 und 38 °C.
Das Alter des zurzeit 1.124 m (Stand 2017) hohen Vulkans ist unbekannt. Der früheste bekannte Ausbruch, bestimmt durch die Tephrochronologie, fand jedoch vermutlich etwa 50 v. Chr. (BCE) statt.

## Kudrjawy als Typlokalität

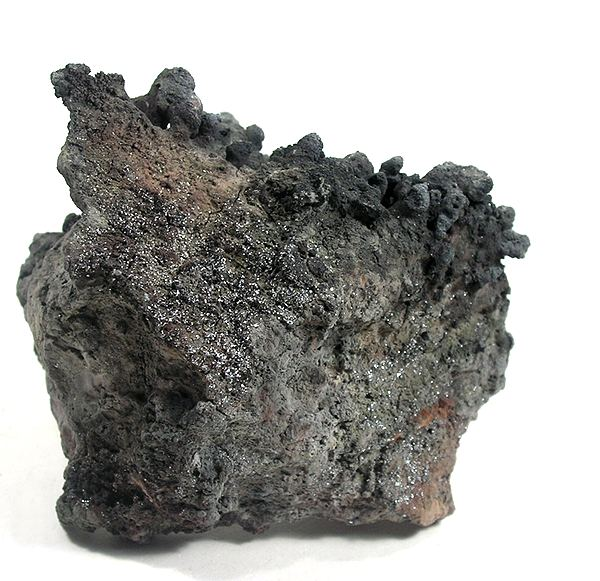
Rheniit vom Kudrjawy

Kudrjawy gilt als Typlokalität für die Minerale Abramovit (Pb2SnInBiS7), Cadmoindit (CdIn2S4), Kudriavit ((Cd,Pb)Bi2S4), Rheniit (ReS2) und Znamenskyit (Pb4In2Bi4S13).